# Ha fatto 13
Ha fatto 13 è un film del 1951 diretto da Carlo Manzoni.

## Produzione
Il film, prodotto nel 1951, esce nelle sale solo nel 1954.

## Incassi
L'incasso del film accertato sino al 31 marzo 1959 fu di £ 49.472.272.